# 西小沼信号場
西小沼信号場（にしこぬましんごうじょう）は、かつて樺太豊栄郡豊北村に存在した鉄道省豊真線および川上線の信号場である。

## 歴史
- 1945年（昭和20年）7月15日 - 開業。
  - 8月 - ソ連軍の南樺太侵攻・占領により、ソ連軍により接収。
- 1946年（昭和21年）
  - 2月1日 - 日本の国有鉄道の鉄道路線としては、書類上廃止。
  - 4月1日 - ソ連国鉄に編入。

## 隣の駅
鉄道省樺太鉄道局
豊真線
小沼駅 - 西小沼信号場 - 奥鈴谷駅
川上線
小沼駅 - 西小沼信号場 - 本川上駅